# Emma Lazarus
Emma Lazarus (New York, 1849. július 22. – New York, 1887. november 19.) amerikai költő, aki legjobban The New Colossus c. 1883-as szonettjéért ismert.

## Élete
Negyedik gyerekként látta meg a napvilágot egy szefárd zsidó családban, apja Moses Lazarus, anyja Esther Nathan. A család portugál eredetű volt, a gyarmati időszak óta élt New York városában. Fiatalkorától tanult amerikai és brit irodalmat, és számos nyelvet is, németet, franciát vagy olaszt. Írásai felkeltették Ralph Waldo Emerson érdeklődését is. Korai csodálója volt Henry George írónak, és néhány évig a Single Tax mozgalom tagja is volt.
Lazarus számos német verset adaptált, ezek közül jelentősek Goethe és Heine verseinek átdolgozásai. Regényt is írt, és két ötfelvonásos színjátékot (The Spagnoletto, The Dance to Death).
Zsidóság iránti érdeklődése fokozódott, miután elolvasta George Eliot Daniel Deronda c. regényét, illetve mikor hallott az II. Sándor cár meggyilkolását követő oroszországi pogromokról. A zsidóellenes atrocitásokat követően nincstelen askenázi zsidók ezrei emigráltak Oroszországból New Yorkba, amely nyomán Lazarus cikkezni kezdett a témában, illetve egy könyvet is írt Songs of a Semite (1882) címmel. Ezt követően a szegény sorsú zsidó menekültek szószólója lett, és segédkezett egy olyan intézet felállításában (Hebrew Technical Institute), amely képzésekkel segítette a nélkülöző zsidó bevándorlókat, hogy önellátóak legyenek.
Legjobban a The New Colossus c. 1883-as szonettjéért ismert, amelynek sorai a Szabadság-szobor talapzatán lévő bronzplaketten is olvashatók. A vers egy árverésre íródott, illetve azért, hogy elegendő pénz gyűljön össze a talapzat megépítésére. Ezenkívül ismert 16 részes versciklusa is, amely az Epochs nevet viseli.
A cionista mozgalomnak is fontos előfutára volt, s egy zsidó haza létrehozásáért érvelt már 13 évvel azelőtt, hogy Herzl Tivadar a cionizmus szót használni kezdte volna.
"The New Colossus"
Not like the brazen giant of Greek fame,

With conquering limbs astride from land to land;

Here at our sea-washed, sunset gates shall stand

A mighty woman with a torch, whose flame

Is the imprisoned lightning, and her name

Mother of Exiles. From her beacon-hand

Glows world-wide welcome; her mild eyes command

The air-bridged harbor that twin cities frame.

"Keep, ancient lands, your storied pomp!" cries she

With silent lips. "Give me your tired, your poor,

Your huddled masses yearning to breathe free,

The wretched refuse of your teeming shore.

Send these, the homeless, tempest-tossed to me,

I lift my lamp beside the golden door!"
 The New Colossus (1883)
Kétszer járt Európában, először 1883-ban, majd 1885 és 1887 között. Második útjáról már betegen tért vissza, és két hónap múlva 1887. november 19-én meghalt. Halálát minden valószínűség szerint Hodgkin-kór okozta. A brooklyni temetőben nyugszik.

## Művei
- The Poems of Emma Lazarus. Houghton, Mifflin and Company. Hozzáférés ideje: 2008-12-12.
- "In the Jewish Synagogue at Newport"

## Fordítás
- Ez a szócikk részben vagy egészben  az   Emma Lazarus című angol Wikipédia-szócikk ezen változatának fordításán alapul.  Az eredeti cikk szerkesztőit annak laptörténete sorolja fel. Ez a jelzés csupán a megfogalmazás eredetét és a szerzői jogokat jelzi, nem szolgál a cikkben szereplő információk forrásmegjelöléseként.